# Unión (Paraguay)
Unión è un centro abitato del Paraguay, situato nel dipartimento di San Pedro; la località forma uno dei 19 distretti del dipartimento.

## Popolazione
Al censimento del 2002 Unión contava una popolazione urbana di 1.581 abitanti (5.406 nell'intero distretto).

## Caratteristiche
Fondata nel 1853, Unión basa la propria economia sull'agricoltura, sulla produzione di legname e sull'allevamento.